# Cobre nativo
El cobre nativo es un mineral de la clase de los minerales elementos, y dentro de esta pertenece al llamado “grupo del cobre”. Fue descubierto en épocas prehistóricas, siendo nombrado así del griego kyprios, el nombre de la isla de Chipre, donde en la antigüedad existían importantes minas de cobre.

## Características químicas
Es un mineral de cobre, típicamente con pequeñas cantidades de otros metales, que cristaliza en el sistema cúbico hexoctaédrico.

## Formación y yacimientos
Aparece comúnmente asociado con las zonas porosas en rocas extrusivas máficas, como mineral primario de las lavas basálticas; menos comúnmente en areniscas y esquistos, en los cuales el cobre es probablemente formado como producto de una alteración hidrotermal en condiciones oxidantes; también aparece en la zona oxidada de los yacimientos de minerales del cobre como resultado de un proceso de acumulación secundario.
En algunos meteoritos es un raro mineral en su composición.
Suele encontrarse asociado a otros minerales como: plata nativa, calcosina, bornita, cuprita, malaquita, azurita, tenorita, óxidos de hierro y muchos otros minerales del cobre.

## Usos
Se usa como mena del metal de cobre, extraído en las minas mezclado con otros minerales del cobre. Fue el primer metal extraído de las minas en la antigüedad, apreciado por su excelente ductilidad y alta conductividad eléctrica.